# Armoriale dei comuni della città metropolitana di Cagliari
Questa pagina contiene le armi (stemmi e blasonature) dei comuni della città metropolitana di Cagliari.
| Stemma                                 | Comune e blasonatura | Gonfalone |
| -------------------------------------- | --- | --------- |
|                                        | Assemini Un'anfora, retta da un treppiede, da cui escono due rami ricurvi verso il basso, uno d'olivo fogliato a sinistra e uno di vite fruttato a destra, poggiata su un terrazzo erboso. La banda sottostante azzurra è un chiaro riferimento al Rio Cixerri e al Flumini Mannu, sulle cui sponde sorge il paese. D.P.R. del 16 aprile 1959 Gonfalone: Drappo diviso in due parti, una bianca e una azzurra, con al centro lo stemma del Comune, ricamato di ornamenti e dell'iscrizione Comune di Assemini in argento |           |
| Versione presente sul gonfalone civico | Cagliari Inquartato: nel primo e nel quarto alla croce di Savoia, nel secondo e nel terzo d'argento, al castello al naturale, aperto e fenestrato, torricellato di tre pezzi, quello mediano più alto, fondato su uno scoglio uscente dal mar, il tutto al naturale. Lo scudo ornato di palme, sostenuto da due tritoni e cimato da corona marchionale R.D. del 17 maggio 1776 Gonfalone: Drappo partito in colori rosso e blu, caricato dello stemma della città |           |
|                                        | Capoterra |           |
|                                        | Decimomannu Troncato, nella parte superiore su campo rosso una X. Nella parte inferiore su campo oro un fiume ondulato azzurro Gonfalone: drappo partito di azzurro e di bianco… |           |
|                                        | Elmas Gonfalone: drappo di bianco… |           |
|                                        | Maracalagonis D'argento, alla fascia in divisa troncata di rosso e d'azzurro, accompagnata, in capo, da un grappolo d'uva nera al naturale e, in punta, da una torre rossa merlata alla guelfa, affiancata da due stelle pure rosse a cinque raggi; al mare d'azzurro fluttuoso d'argento in punta D.P.R. dell'8 settembre 1983 Gonfalone: drappo troncato di azzurro e di rosso… |           |
|                                        | Monserrato |           |
|                                        | Pula |           |
|                                        | Quartu Sant'Elena Di rosso, a due spade d'argento, guarnite d'oro, decussate, accompagnate da una pietra miliare di verde, caricata dal numero romano IV, d'oro. Ornamenti esteriori di città. Gonfalone: drappo partito di bianco e di verde… |           |
|                                        | Quartucciu Raffigura la chiesetta di S. Efisio riportata in color oro, con a lato la pietra miliare color argento avente la scritta in nero "IV", da cui proviene il nome del Comune. Il tutto è riportato su fondo azzurro e verde. D.P.R. del 13 giugno 1989 Gonfalone: Drappo bianco raffigurante lo stemma sopra descritto, ed è ornato di ricchi fregi d'argento. |           |
|                                        | Sarroch |           |
|                                        | Selargius D.P.R. del 31 ottobre 1998 |           |
|                                        | Sestu Gonfalone: drappo di bianco… |           |
|                                        | Settimo San Pietro |           |
|                                        | Sinnai Gonfalone: drappo di azzurro al palo di bianco… |           |
|                                        | Uta Tagliato: il primo d'argento, al bronzetto nuragico al naturale, raffigurante un guerriero con arco e spada; il secondo d'azzurro, alla chiesa di S. Maria in Uta d'oro, campeggiante di fronte. Ornamenti esteriori da Comune. D.P.R. del 26 aprile 1964 Gonfalone: drappo partito, di bianco e di verde, riccamente ornato di ricami d'argento e caricato dello stemma sopra descritto con l'iscrizione centrata in d'argento: Comune di Uta. Le parti di metallo ed i cordoni sono argentati. L'asta verticale è ricoperta di velluto dei colori del drappo alternati, con bullette argentate poste a spirale. Nella freccia è rappresentato lo stemma del Comune e sul gambo inciso il nome. Cravatta e nastri sono tricolorati dai colori nazionali frangiati d'argento. D.P.R. del 26 aprile 1964 |           |
|                                        | Villa San Pietro Sfondo nella parte inferiore di colore azzurro sul quale compare un ulivo sradicato di colore oro, attraversato sul tronco da una pecora d'argento e sfondo nella parte superiore di colore argento sul quale compaiono un grappolo d'uva nero, accostato a destra da un'arancia e a sinistra da un limone in colori naturali. Ornamenti esteriori da Comune. D.P.R. del 22 giugno 1973 Gonfalone: drappo troncato, d'azzurro e di bianco, riccamente ornato di ricami d'argento e caricato dello stemma sopra descritto con l'iscrizione centrata in argento “Comune di Villa San Pietro”. Le parti di metallo ed i cordoni saranno argentati. L'asta verticale sarà ricoperta di velluto dei colori del drappo, alternati, con bullette argentate poste a spirale. Nella freccia sarà rappresentato lo stemma del Comune e sul gambo inciso il nome. Cravatta e nastri ricolorati dai colori nazionali frangiati d'argento. D.P.R. del 22 giugno 1973 |           |